# کانادا در المپیک تابستانی ۱۹۳۶
کانادا در بازی‌های المپیک تابستانی ۱۹۳۶ که در شهر برلین برگزار شد، کاروان کانادا با ۹۷ ورزشکار در این رقابت‌ها شرکت کرد و موفق به کسب ۹ مدال (۱ طلا، ۳ نقره، ۵ برنز) شد. در جدول رتبه‌بندی توزیع مدال‌ها، کانادا در ردهٔ ۱۷ مسابقات قرار گرفت.